# ان‌جی‌سی ۱۰۵۲
ان‌جی‌سی ۱۰۵۲ (انگلیسی: NGC 1052) نام یک کهکشان در صورت فلکی نهنگ است.